# اولخووی کلیوچ
اولخووی کلیوچ (به لاتین: Olkhovy Klyuch) یک منطقهٔ مسکونی در روسیه است که در باشقیرستان واقع شده‌است.